# Château du Breil
Le Château du Breil est un château français situé à Contest, dans le département de la Mayenne et la région des Pays de la Loire.  

## Histoire
Martin Papouin reconnaît devoir 25 s. t. au prieuré de Fontaine-Gehard, à cause du lieu du Breul, situé paroisses de Contest et de Boutavent, 1453.

## Sources et bibliographie
- « Château du Breil », dans Alphonse-Victor Angot et Ferdinand Gaugain, Dictionnaire historique, topographique et biographique de la Mayenne, Laval, A. Goupil, 1900-1910 [détail des éditions] (BNF 34106789, présentation en ligne)